# География Ирака
Ира́к — государство на Ближнем Востоке, в Месопотамской низменности, в долине рек Тигр и Евфрат.
Площадь государства — 437 072 км², и оно граничит:
- на юго-востоке с Кувейтом;
- на юге с Саудовской Аравией;
- на западе с Иорданией и Сирией;
- на севере с Турцией;
- на востоке с Ираном.

Территория Ирака на юго-востоке имеет выход к Персидскому заливу. Береговая линия: 58 км. Общая протяжённость государственной границы 3 631 км, из них протяженность границ с:
- Ираном — 1 458 км;
- Иорданией — 181 км;
- Кувейтом — 242 км;
- Саудовской Аравией — 814 км;
- Сирией — 605 км;
- Турцией — 331 км.

Самая высокая точка — гора Шееха-Дар (3611 м).
Бо́льшая часть Ирака расположена в пределах Месопотамской низменности, являющейся передовым прогибом, разделяющим докембрийскую Аравийскую платформу и молодые нагорья Альпийско-Гималайского подвижного пояса. Северная часть Месопотамской низменности представляет собой денудационно-аккумулятивную равнину, высотой 200—500 метров, осложнённую отдельными останцовыми массивами, высотой до 1 460 метров (горы Синджар), южная часть Месопотамии — заболоченная аллювиальная низменность, высотой не более 100 метров. Окраина Аравийской платформы, заходящая в Ирак с юго-запада, расположена в пределах Сирийско-Аравийского пластового плато высотой до 900 метров, занятого Сирийской пустыней и пустыней Эль-Хиджара. На севере Ирака протягиваются невысокие хребты Армянского нагорья, переходящие на северо-востоке страны в средневысотные хребты Иранского нагорья с высшей точкой Ирака — горой Чееха Дар 3 611 метров. Эти горные районы характеризуются повышенной сейсмичностью.
Основными полезными ископаемыми Ирака являются нефть и газ, месторождения которых протягиваются с северо-запада на юго-восток страны вдоль Месопотамского передового прогиба и относятся к нефтегазоносному бассейну Персидского залива.
Климат в Ираке континентальный, с сухим жарким летом и относительно дождливой прохладной зимой, на севере субтропический, на юге — тропический. Среднеянварские температуры увеличиваются с севера на юг от 7ºС до 12ºС (в горах лежит снег), среднеиюльские повсеместно 34ºС (в отдельные дни могут достигать 48ºС). Годовое количество осадков 50 — 150 мм на равнинах и до 1500 мм в горах. Летом на юге часты пыльные бури.
Главными водными артериями страны являются реки Тигр и Евфрат, пересекающие Месопотамскую низменность с северо-запада на юго-восток и сливающиеся в низовьях в Шатт-эль-Араб, впадающую в Персидский залив. Воды Евфрата, не имеющего в Ираке значительных притоков, расходуются на орошение. Тигр с притоками Большой Заб, Малый Заб и Дияла располагает гидроэлектростанциями. Регулярное судоходство возможно в основном по реке Шатт-эль-Араб.
Понижения Месопотамской низменности изобилуют озёрами: Эль-Мильх, Эль-Хаммар, Эс-Саадия, Эль-Хаббания. В пустынях во время дождей протекают временные водотоки (вади).
Леса, занимающие 2 % площади страны произрастают в горах (дубы, фисташки, можжевельник, сменяющиеся к подножьям маквисом и колючими кустарниками) и по долинам крупных рек (тамариск, ивы, туранга евфратская). Верхние склоны самых высоких хребтов заняты альпийскими лугами. На юге Ирака возделывают финиковые пальмы.